# Lymire metamelas
Lymire metamelas är en fjärilsart som beskrevs av Walker 1854. Lymire metamelas ingår i släktet Lymire och familjen björnspinnare. Inga underarter finns listade i Catalogue of Life.